# Rotherham
Rotherham is een stad in het bestuurlijke gebied Rotherham, in het Engelse graafschap South Yorkshire. De stad telt 117.262 inwoners. 
In 2014 kwam de stad in het nieuws ten gevolge van een groot misbruikschandaal. Pakistaanse taxichauffeurs bleken mensenhandelaars van tienermeisjes. Er werd gesteld dat de politie in eerste instantie nauwelijks optrad uit angst om van racisme te worden beschuldigd, wat in de pers grote verontwaardiging opriep. Een staatscommissie aangesteld door Eric Pickles, waarvan het optreden moest bewijzen dat de regering voortaan politieke correctheid zou bestrijden, besloot de situatie van alle 1400 meisjes in de jeugdzorg van het Rotherham district te bekijken. Bij een steekproef van achtendertig meisjes werd in al hun dossiers vermeld dat ze seksuele contacten hadden gehad, wat als misbruik geldt onder Brits recht. Men concludeerde dat 1400 meisjes misbruikt waren. In de pers en politiek werd dit gekoppeld aan de mensenhandelaffaire.

## Sport
Rotherham United FC is de betaaldvoetbalclub van de stad en speelt haar wedstrijden in het New York Stadium.

## Geboren in Rotherham
- Jim McDonagh (1952), voetballer
- William Hague (1961), conservatief politicus
- Peter Elliott (1962), middellangeafstandsloper
- David Seaman (1963), voetballer
- Howard Webb (1971), voetbalscheidsrechter
- Russell Downing (1978), wielrenner
- Christopher Wolstenholme (1978), bassist

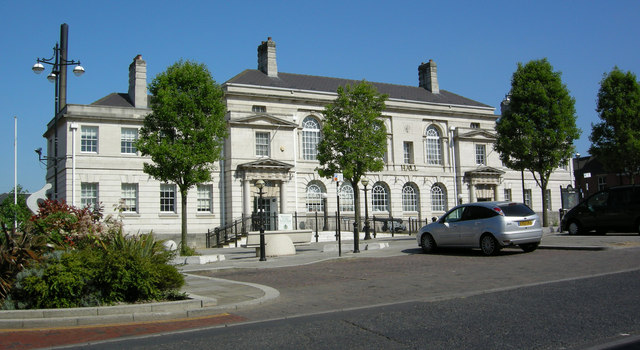
Het stadhuis van Rotherham

- Liz White (1979), actrice
- Ryan Sampson (1985), acteur
- Ben Swift (1987), wielrenner
- Nicholas Grainger (1994), zwemmer
- Jess Park (2001), voetbalster